# Pycnonotus melanicterus
El bulbul carinegro (Pycnonotus melanicterus) es una especie de ave paseriforme de la familia Pycnonotidae endémica de Sri Lanka.

## Taxonomía
Fue descrito científicamente por Johann Friedrich Gmelin en 1789. Posteriormente fue trasladado al género Pycnonotus. Hasta 2005 se consideraba conespecífico del bulbul cristinegro, el bulbul gorgirrojo, el bulbul gorginaranja y el bulbul de Borneo.

## Descripción

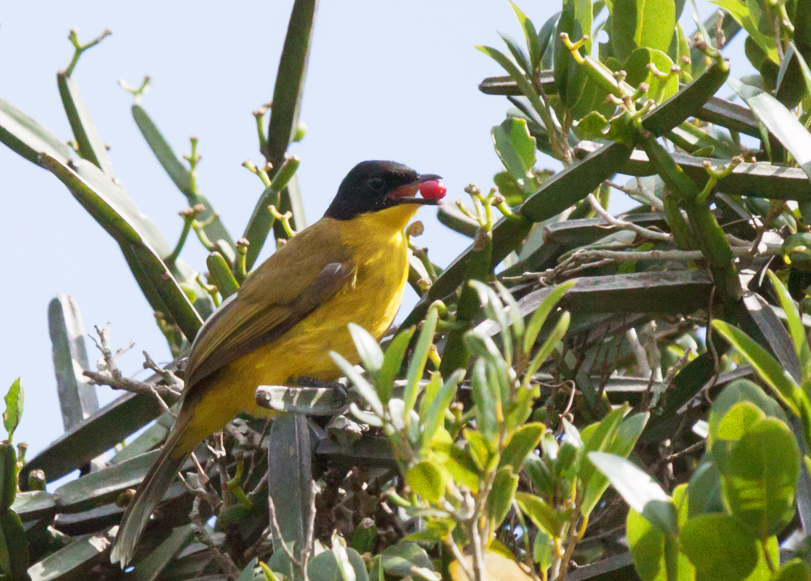
Ejemplar alimentándose.

Su cabeza es negra, salvo la garganta que es amarilla como el resto de partes inferiores, mientras que sus partes superiores del cuerpo son de color verde amarillento. A diferencia de otros bulbules apenas presenta penacho en el píleo. Su cola es parduzca con las puntas blancas. Los machos tienen el iris de sus ojos rojo, y las hembras los tienen castaños. 

## Distribución y hábitat
Se encuentra en la mayor parte de la isla de Ceilán salvo en las partes más altas de los montes del sur. Su hábitat natural son los bosques tropicales y los matorrales densos.

## Comportamiento
Se alimenta de frutos e insectos. Generalmente se encuentra en parejas. 
Su época de cría es de marzo a septiembre. Su puesta se compone de dos a cuatro huevos.